# Chunky
Chunky est une ville située dans le comté de Newton, dans l'État du Mississippi, aux États-Unis. Elle a une population de 307 habitants en 2021

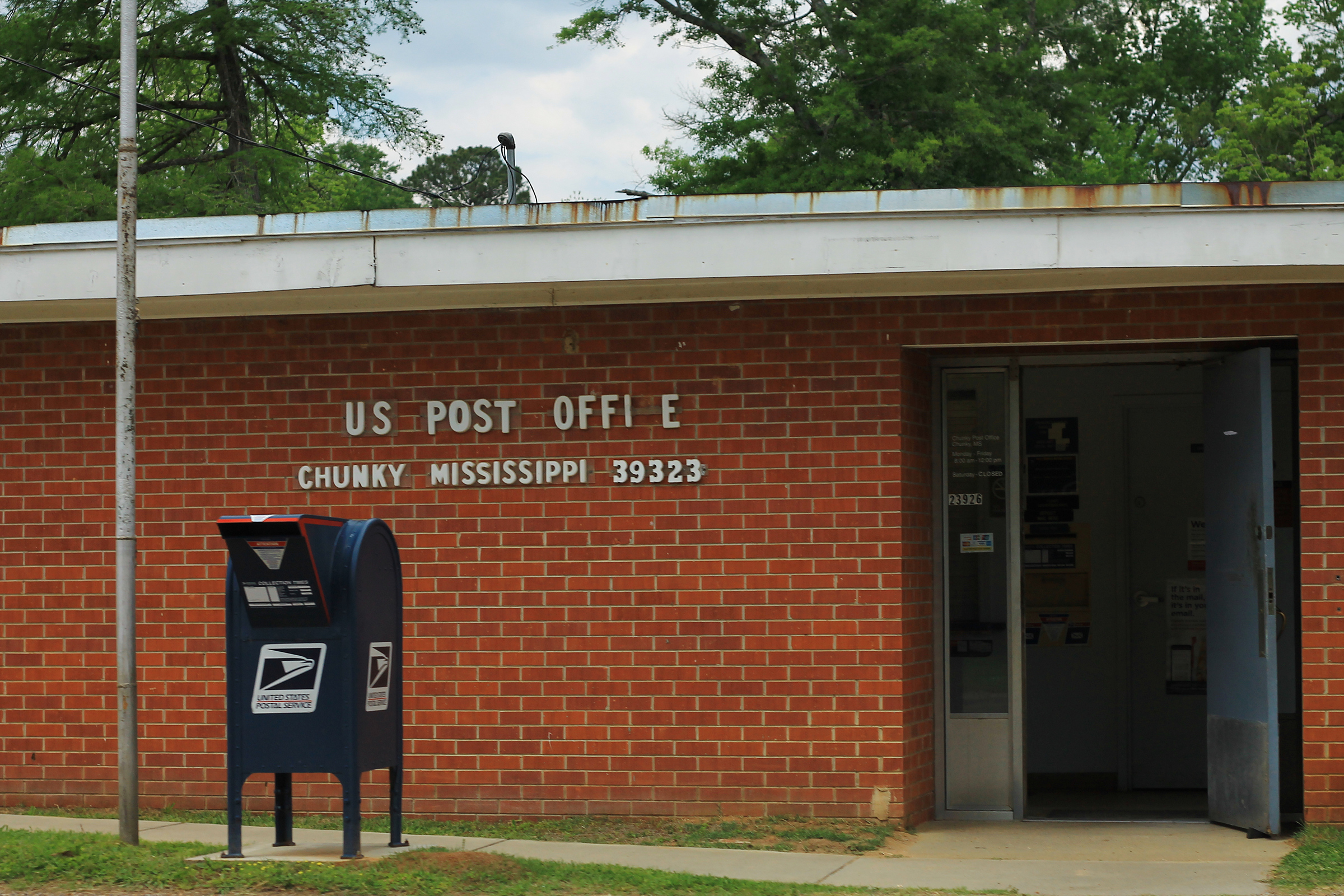
Bureau de poste